# Labeatis Fossae
Labeatis Fossae és una estructura geològica del tipus fossa a la superfície de Mart, situada amb el sistema de coordenades planetocèntriques a 32.6 ° de latitud N i 245.58 ° de longitud E. Fa 1.496,36 km de diàmetre. El nom va ser fet oficial per la UAI l'any 1985 i pren el nom d'una característica d'albedo.